# NGC 3113
NGC 3113 في الفهرس العام الجديد، هي مجرة، تقع في كوكبة مفرغة الهواء. اكتشفت في 5 فبراير 1837 بواسطة جون هيرشل.

## روابط خارجية
- NGC 3113 على موقع ويكي سكاي: DSS2, SDSS, GALEX, IRAS, Hydrogen α, X-Ray, Astrophoto, Sky Map, Articles and images